# Isabel Rodríguez
Pour les articles homonymes, voir Rodríguez.
Isabel Rodríguez (née le 26 mars 1975) est une joueuse espagnole de rugby à XV de 1,58 m pour 64 kg, occupant le poste de demi de mêlée (n°9) pour le club de Getxo R.T. et en sélection nationale pour l'équipe d'Espagne.

## Biographie
Isabel Rodríguez participe au Tournoi des six nations féminin.
Elle a été sélectionnée pour la Coupe du monde de rugby féminine 2006.

## Palmarès
- 56 sélections en équipe d'Espagne
- participations au Tournoi des six nations féminin
- participations aux Coupe du monde de rugby féminine 2002 et Coupe du monde de rugby féminine 2006